# Франсуа I де Бурбон-Сен-Поль
Франсуа I де Бурбон (фр. François I de Bourbon; 6 октября 1491, Ам — 1 сентября 1545, Реймс) — граф де Сен-Поль и де Шомон, герцог д'Эстутвиль — французский военачальник, участник Итальянских войн.

## Биография
Сын Франсуа де Бурбон-Вандома и Марии де Люксембург.
Виконт де Роншвиль, барон де Клёвиль, Брикбек, Амби, Муайон, Гее и Мелеро, сеньор де Лож, Вальмон, Ото, Фавиль, Ферневаль.
«Был одним из наиболее блестящих и любезных сеньоров своего времени. Его жизнь была посвящена войне, галантности, и наполнена тем милым изяществом, которое было уделом почти всех Бурбонов до Генриха IV».
Еще совсем юным в 1514 году он находился среди послов, отправленных Людовиком XII в Булонь встречать его новую жену Марию Английскую.
На церемонии коронации Франциска I Бурбон представлял графа Шампани. Затем отправился с королём в Италию, в апреле 1515 перешел Альпы и 13 сентября храбро сражался рядом с ним в битве при Мариньяно, после чего их обоих на поле сражения посвятил в рыцари знаменитый Баярд.
Отличился в 1516 при осаде Милана, и сопровождал короля при торжественном вступлении в город, после чего был оставлен Франциском в Италии в помощь коннетаблю Бурбону для охраны сделанных завоеваний.
По возвращении во Францию, был назначен, после отставки своего брата герцога Вандомского, губернатором Парижа и Иль-де-Франса (16.12.1519 в Шиверни, зарегистрирован парламентом 4.04.1520). Занимал эту должность до 1523.
В кампанию 1521 года привел 6-тыс. отряд тяжелой кавалерии на помощь Мезьеру, осажденному имперцами, заставил их снять осаду и отбил Музон и Бапом. Затем переправился через Шельду по мосту, наведенному ниже Бушена. Император отрядил графа Нассау против основных сил французов, готовившихся перейти реку, но Сен-Поль укрепился на участке между болотами, прикрыв район переправы, и имперцам пришлось отступить.
Англичане, вынужденные снять осаду Эдена, сожгли Дуллан, все поселения в округе, и отступили к Па-ан-Артуа, где были внезапно атакованы отрядом Сен-Поля, изрубившим в куски 600 человек.
В 1523 граф вновь отправился в Италию, где воевал под командованием адмирала Бонниве. В следующем году 7 апреля участвовал в неудачной битве при Сезии, и принял командование войсками, сменив адмирала, раненого в этом сражении. Отступив через Сезию, он доверил артиллерию швейцарцам, и вывел остатки армии во Францию.
В октябре того же года снова вступил в Италию в составе армии короля Франциска. 24 февраля 1525 доблестно сражался в битве при Павии, был сильно изранен, и принесен к ногам короля со столь большой кровопотерей, что его сочли мертвым. Один испанский солдат собирался отрезать графу палец, чтобы снять драгоценное кольцо, но, обнаружив, что тот еще жив, сжалился над ним и объявил своим пленником.
Вопреки ожиданию, Сен-Поль оправился от ран, подкупив охрану, сбежал из плена, и в следующем году был назначен губернатором Дофине, на место умершего адмирала Бонниве (7 мая 1526, в Коньяке, зарегистрирован Гренобльским парламентом 18 июня).
В 1529 командовал в Италии 8-тыс. корпусом в качестве лейтенант-генерала. Овладел Моско, Мортарой, Новарой и другими местами между По и Тичино, после чего, соединившись с венецианцами, обложил Павию, взятую штурмом после нескольких дней осады. Через два дня капитулировала цитадель. Были захвачены Комо, Монца, Сан-Джорджо, Бьяграсса, но из-за плохой организации дозорной службы имперские войска Антонио де Лейвы 22 июня застигли французов врасплох у Ландриано, близ Милана, и обратили в бегство. Сен-Поль попал в плен, а остатки армии вернулись во Францию. 3 августа был заключен Камбрейский мир, и граф получил свободу, но в качестве выкупа ему пришлось отдать земли во Фландрии, Брабанте и Артуа, унаследованные от матери .
В том же году король положил ему 2 000 ливров в месяц на расходы в должности губернатора Дофине. В 1533 Сен-Поль сопровождал Франциска на встрече с папой Климентом VII в Марселе.
В 1536 году Франциск объявил войну савойскому герцогу, отказавшемуся пропустить французские войска в Италию, и 14 июля Сен-Поль был назначен главнокомандующим. К этому времени в Пьемонте уже действовали войска адмирала Бриона. Франсуа вторгся в герцогство с 25-тыс. армией, взял Шамбери, разбил ополчение Тарантеза, овладел хорошо укрепленным Монмельяном, и менее чем за год подчинил королю всю страну.
В 1537 году Франциск передал ему графство Монфор-л'Амори взамен Сен-Поля, захваченного императором Карлом V. В 1544 году по миру в Крепи Франсуа I де Бурбон получил Сен-Поль обратно, и вернул Монфор-л-Амори в королевский домен.
В 1538, после смерти герцога Вандомского, король передал Сен-Полю губернаторство в Пикардии. После возобновления войны с императором он состоял в распоряжении дофина, назначенного главнокомандующим, и при содействии адмирала д'Аннебо в 1543 деблокировал осажденный Ландреси.
В разгар войны Сен-Поль умер 1 сентября 1545 от жестокой лихорадки в Континьяне, близ Реймса, и был погребен в родовой усыпальнице Эстутвилей в аббатстве Вальмон.

## Семья
Жена (9.02.1534): Адриенна д'Эстутвиль (1512—1560), дочь и наследница Жана III д'Эстутвиля и Жаклин д'Эстутвиль. Принесла богатейшее приданое, состоявшее из более 20 сеньорий, которые в августе 1534 года были объединены в герцогство Эстутвиль.
Дети:
- Франсуа II де Бурбон (1536—1546), герцог д'Эстутвиль, граф де Сен-Поль
- Мария де Бурбон (30.05.1539—7.04.1601), герцогиня д'Эстутвиль, графиня де Сен-Поль. Муж 1) (1557): Жан де Бурбон, граф де Суассон (1528—1557); 2) (1560): Франсуа I Клевский, герцог Неверский (1516—1562); 3) (1563): Леонор д'Орлеан, герцог де Лонгвиль (1540—1573)